# Gustavo II Adolfo de Suecia
Gustavo II Adolfo de Suecia (Estocolmo, 9 de diciembrejul./ 19 de diciembre de 1594greg.-Lützen, 6 de noviembrejul./ 16 de noviembre de 1632greg.) fue rey de Suecia de 1611 a 1632. Era hijo del rey Carlos IX de Suecia y de su segunda esposa, Cristina de Holstein-Gottorp.
Es considerado como uno de los reyes suecos más prominentes de todos los tiempos. En el ámbito civil, realizó grandes reformas administrativas y económicas. Un rey militar, participó en cuatro guerras internacionales, de las cuales la que le daría mayor renombre fue la guerra de los Treinta Años en Alemania, participación que le valió los apelativos de El León del Norte y Gustavo Adolfo el Grande. A pesar de dejar a Suecia en una situación de flaqueza económica por la guerra, se ensancharon las fronteras de la nación, se fortaleció su presencia en el Mar Báltico, y el país se alzó como potencia en Europa.

## Infancia y juventud
Gustavo II Adolfo nació en el castillo de Estocolmo el 19 de diciembre de 1594, hijo del duque Carlos de Södermanland (posteriormente rey Carlos IX de Suecia) y de su segunda esposa, Cristina de Holstein-Gottorp. Su doble nombre procedía de sus abuelos, el rey sueco Gustavo Vasa y el duque Adolfo de Holstein-Gottorp. Por parte de su padre, Gustavo Adolfo pertenecía a la dinastía Vasa, la fundadora del protestantismo en Suecia. Por el lado materno, la Casa de Holstein-Gottorp había luchado en la defensa del protestantismo en Alemania. Junto con el sueco, el alemán era su lengua materna, y parece ser que en este idioma conversaba con su madre.
La educación militar la recibió durante las campañas de su padre en el mar Báltico oriental, y contó con la instrucción de oficiales holandeses. En el terreno intelectual, recibió educación clásica grecorromana, gracias a lo cual aprendería el griego y el latín.
En la juventud, tuvo un romance con Ebba Magnusdotter Brahe, pero su madre, la reina Cristina, se opuso a esta relación, y por intereses políticos, se optó por comprometer a Gustavo Adolfo con una princesa de la casa de Hohenzollern, María Leonor de Brandeburgo. De este matrimonio nacería su hija, Cristina. Paralelamente tuvo una amante, Margarita Slots, con la que tuvo un hijo, Gustavo Gustavsson de Vasaborg.

## Los primeros años de su gobierno
Después de un corto periodo de tutoría, y después de que su primo, el duque Juan de Östergötland (hijo de Juan III) renunciara a su derecho a la corona, Gustavo II Adolfo ascendió al trono en diciembre de 1611, a los 17 años de edad. Fue coronado en Upsala el 12 de octubre de 1617.
El país que heredó el nuevo rey era presa de la confusión y de la crisis económica, resultado de los conflictos internos y de la guerra en el extranjero que habían caracterizado los últimos cincuenta años. Heredó además tres guerras en el extranjero. Jacob De la Gardie comandaba a los suecos en Rusia, en el conflicto entre Suecia y el Principado de Moscú (guerra de Ingria). Contra Dinamarca se libraba la guerra de Kalmar, en la que el ejército danés había invadido territorio sueco, y contra Polonia un conflicto por el trono sueco, que era reclamado por el rey Segismundo Vasa (véase guerra sueco-polaca); este, tras su derrocamiento en Suecia, se consideraba a sí mismo como el rey legítimo, y a Carlos IX y Gustavo II Adolfo como usurpadores.
En la guerra de Kalmar, Gustavo II Adolfo debió enfrentar la invasión danesa sin el apoyo de sus grandes capitanes, pues tanto Jacobo De la Gardie como Evert Horn se hallaban en territorio ruso. El rey Cristián IV de Dinamarca contaba con mercenarios alemanes y con una poderosa flota que cortaba toda posibilidad de ayuda a Suecia. Además, Dinamarca se había apoderado de las plazas fuertes de Kalmar en el mar Báltico y Älvsborg en la costa oeste.
Frente a la superioridad danesa, Gustavo II Adolfo emprendió una guerra de guerrillas, en la que contó con el apoyo popular. El intento de Cristián IV de conquistar Jönköping fracasó, y su ejército hubo de batirse en retirada. En este escenario se firmó la paz de Knäred, el 28 de enero de 1613.
Poco después de finalizar la guerra contra Dinamarca, el conflicto en Rusia también alcanzó su capítulo final, con la firma de la paz de Stolbova el 27 de febrero de 1617. El resultado fue la adquisición de las provincias de Ingermanland y Kexholm, cedidas por Rusia. Además, el reino de los zares fue excluido de toda salida al mar Báltico, y la zona del lago Ládoga fue anexada al territorio de Finlandia. Gustavo II Adolfo pretendía también la anexión de Nóvgorod, que, sin embargo, no se concretó.

## La guerra sueco-polaca
En realidad, la guerra contra Polonia fue comenzada por Carlos IX. Gustavo II Adolfo pretendía aislar a Polonia del mar Báltico, para que este se convirtiera enteramente en un mar interior sueco. El control de las desembocaduras fluviales repercutiría, de acuerdo a las pretensiones del rey sueco, en el dominio del comercio del mar Báltico, y de esta manera Suecia obtendría las mercancías de las que carecía en su territorio.
La guerra, sin embargo, no tenía solo por motivo la posesión del litoral báltico o la confrontación con el rey Segismundo III de Polonia por el trono sueco, sino también la cuestión religiosa, y Gustavo II Adolfo retomó esta causa que había abordado su padre, Carlos IX, como una guerra de los protestantes contra la Contrarreforma en Europa.

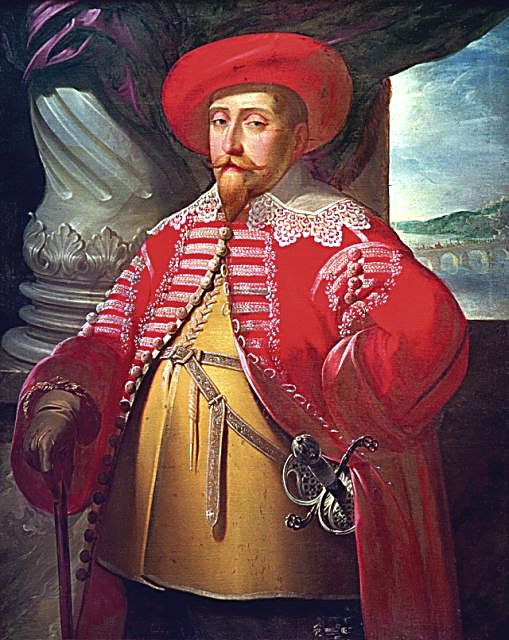
Gustavo II Adolfo vestido a la usanza polaca. Óleo de Matthäus Merian, alrededor de 1632.

Después de que en 1617 se había reanudado la conquista de Livonia, Gustavo II Adolfo partió a esa región báltica con el grueso de su ejército en 1621 y decidió ocupar la ciudad más importante, la alemana Riga. Esta ciudad funcionaba como una república independiente y, pese a ser protestante, se hallaba alineada en el bando polaco, pues Polonia le permitía libertad comercial.
Después de un mes de asedio, Gustavo II Adolfo entró en la ciudad como vencedor, mostrando sus cualidades guerreras. A continuación la guerra entró en un período de altibajos y se acordó una serie de treguas, que resultaron en el regreso del rey a Suecia. Pero en 1625, Gustavo II Adolfo cruzó nuevamente el mar Báltico y con la conquista de Dorpat se adueñó de toda Livonia, poniendo fin al dominio polaco sobre esa provincia.
La superioridad sueca fue confirmada tras la batalla de Wallhof, con la cual Suecia tuvo en sus manos los ríos Dvina y Nevá. El siguiente paso fue el comienzo de la conquista de la región del Vístula, donde se hallaba Prusia —entonces posesión de Polonia— y su puerto de Danzig, la más importante ciudad comercial de todo el Báltico en ese entonces.
En la campaña prusiana, Gustavo II Adolfo apartó a Polonia de la influencia que ésta tenía en la región oriental de Alemania. La primera campaña, en 1626, se caracterizó por sonados triunfos: se conquistaron 17 ciudades en total, entre las que destacaban Pillau en Prusia Oriental, y Elbing y Marienburg en la Prusia Occidental polaca.
En los triunfos se contó con el apoyo de la población protestante que se hallaba sometida a Polonia. No obstante los éxitos, las tropas suecas no pudieron ocupar Danzig ni tampoco conquistar el curso del Vístula. Al auxilio de Polonia acudieron tropas del Sacro Imperio Romano Germánico en 1627 y 1629. En este último año, una parte del ejército de Albrecht von Wallenstein, al mando de Johann Georg von Arnim, sitió la ciudad protestante de Stralsund, aliada de Suecia. En respuesta, Gustavo II Adolfo envió tropas de apoyo a esa plaza. Así comenzarían las hostilidades entre Suecia y el Sacro Imperio Romano Germánico de los Habsburgo, y la guerra de Polonia sería la antesala para la participación de Suecia en la guerra de los Treinta Años. La paz se firmaría en 1629 (Tratado de Altmark).

## Preparativos para la intervención en Alemania
El 12 de enero de 1628, el parlamento sueco le otorgó a Gustavo II Adolfo plenos poderes para intervenir en la guerra de los Treinta Años. En 1629 se ratificó esta decisión, cuando la guerra en Alemania llevaba ya diez años, y el desarrollo del conflicto se había extendido hacia el mar Báltico y amenazaba el comercio y la influencia de Suecia en esa zona.
La contrarreforma católica amenazaba la independencia de las ciudades protestantes alemanas e incluso la libertad religiosa. La intervención del rey Cristián IV de Dinamarca había fracasado y las islas danesas fueron atacadas por el ejército imperial al mando de Albrecht von Wallenstein. Mecklemburgo, un Estado protestante, cayó en manos de Wallenstein, y este fue nombrado Almirante del Mar Báltico, al tiempo que una flota hispano-imperial apareció en el mar Báltico.
Con las victorias de Wallenstein, la Iglesia católica había recuperado gran parte de lo perdido tras la reforma protestante: no menos de 14 sedes arzobispales y episcopales en el norte de Alemania.
En estas circunstancias, Gustavo II Adolfo comenzó su intervención. Sin contar con una alianza formal, buscó establecer vínculos con los enemigos de los Habsburgo en Alemania. Al mismo tiempo, recibió en 1629 emisarios de Francia, que le prometieron el apoyo económico del cardenal Richelieu, enemigo declarado de la expansión de los Habsburgo.

## Gustavo II Adolfo en la guerra de los Treinta Años

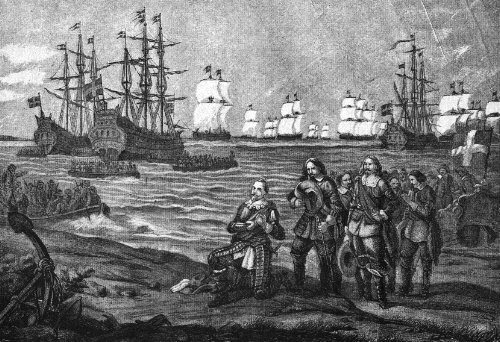
Desembarco de Gustavo Adolfo en Alemania.

El 25 de junio de 1630, el rey sueco desembarcó en Alemania, en las cercanías de la ciudad de Rügen. Dos días después la flota había desembarcado el resto del ejército en Peenemünde, en la isla Usedom.
La estrategia seguida por Gustavo II Adolfo sería apoderarse del curso de los ríos alemanes. El control de los ríos representaba el dominio de la más importante vía de comunicación entre las ciudades alemanas y el mar Báltico.
En el verano de 1632 había ya conquistado el curso alemán del Danubio, y su dominio se extendía desde el Báltico hasta las faldas de los Alpes. La primera campaña fue dirigida hacia el Óder, en cuya desembocadura se hallaba la ciudad de Stettin, entonces capital de Pomerania. La ciudad cayó ante el rey sueco el 10 de julio de 1630, sin necesidad de librarse batalla. En abril de 1631, tras el sangriento asalto a Fráncfort del Óder, Gustavo II Adolfo logró el dominio completo del río.
Johann Tserclaes, conde de Tilly y comandante del ejército imperial que había sustituido a Albrecht von Wallenstein en 1630, intentó en vano rechazar a Gustavo II Adolfo y hacerlo retroceder hacia el mar Báltico. Tilly se dirigió hacia el Elba con el fin de sitiar la ciudad de Magdeburgo, la plaza protestante más fuerte de todo el norte alemán. Con la conquista de Magdeburgo, Tilly pretendía impedir que el rey sueco se hiciese con el control del río Elba.
En ese tiempo, Gustavo II Adolfo consolidó su posición intervencionista en Alemania a través de un tratado con la Francia de Richelieu en enero de 1631. Francia se comprometía a pagar a Suecia un subsidio de 400.000 riksdaler por año durante cinco años, con la condición de que Suecia mantuviese un ejército de al menos 36.000 hombres en suelo alemán. Este tratado le dio a Gustavo II Adolfo los recursos para continuar con la guerra.
Magdeburgo había jugado el principal papel entre las ciudades protestantes libres del norte de Alemania, y durante el otoño de 1630 se había afiliado voluntariamente a la causa del rey sueco. Sin embargo, los intentos de Gustavo II Adolfo de atraer a los príncipes protestantes habían sido en vano hasta entonces. Bajo el liderazgo de Sajonia y Brandeburgo, los protestantes pretendían crear una nueva Unión Evangélica, llamada la Alianza de Leipzig, que se mantuviera neutral en la guerra y políticamente tuviese una posición independiente del emperador y del soberano sueco, a quien consideraban un extranjero invasor. Finalmente, una parte de los protestantes miembros de la alianza entablaron relaciones con Suecia: el landgrave Guillermo V de Hesse-Kassel y los duques de Sajonia-Weimar.
En la primavera de 1631 comenzaron los conflictos bélicos en Magdeburgo. Tilly buscaba apoderarse de este punto estratégico en el dominio del Elba, e impedir la avanzada del enemigo. Por su parte, Gustavo II Adolfo no podía permitirse la posibilidad de defraudar la confianza que las ciudades protestantes, ahora caídas ante los católicos, habían depositado en él. Pero los líderes de la Alianza de Leipzig, Sajonia y Brandeburgo, se negaron a prestar apoyo al monarca sueco. Brandeburgo se vio obligado a integrarse a la alianza de Gustavo II Adolfo cuando el ejército imperial avanzó hacia Berlín. La defensa de Magdeburgo fue otorgada al comandante sueco Dietrich von Falkenberg, pero la ciudad cayó el 10 de mayo de 1631 ante el enemigo católico. La ciudad fue incendiada y saqueada y 30.000 de sus 36.000 habitantes fallecieron.

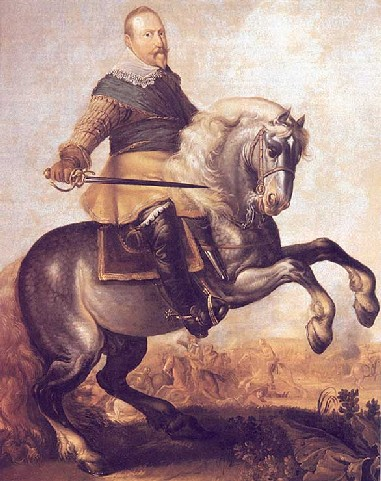
Gustavo II Adolfo en la batalla de Breitenfeld.

Después de la caída de Magdeburgo, Gustavo Adolfo se fortaleció en Werben, en la confluencia de los ríos Elba y Havel, de donde Tilly no fue capaz de desplazarlo. El príncipe de Sajonia, ante el peligro católico, finalmente decidió integrar una alianza con Gustavo II Adolfo; este último se erigió así en dirigente de todos los protestantes alemanes.
De importancia decisiva sería la batalla de Breitenfeld, el 7 de septiembre de 1631, donde el ejército católico sería aplastado por los protestantes, en lo que sería la mayor victoria de Suecia en toda su historia. Después de Breitenfeld, el dominio sueco se extendería en Alemania, y el sur de este país quedaría abierto para el avance de Gustavo II Adolfo.
Gustavo II Adolfo decidió entonces extenderse hacia Turingia y de ahí dominar el Meno y el Rin, el mayor río alemán. Llevó a cabo una victoriosa campaña por toda la región bañada por el Meno.
En diciembre de 1631 alcanzó la ciudad de Maguncia y desde allí el ejército sueco se extendió río arriba y río abajo por la zona del Rin. Mientras tanto, el rey había dejado el control del Elba al príncipe de Sajonia, con el objetivo de que este invadiese Bohemia y así apoyar a los protestantes de esa provincia.
Desde el Rin, Gustavo II Adolfo inició la conquista del Lech, donde se libró una cruenta batalla contra la Liga Católica, con la victoria del lado de los suecos, y el resultado de la muerte del mismo Tilly. Enseguida, Gustavo II Adolfo partió a la conquista del Danubio, invadió la católica Baviera y ocupó su capital, Múnich. Con la conquista de Múnich, se controlaba el paso de los Alpes.
Tras la muerte de Tilly, Albrecht von Wallenstein regresó al escenario bélico. El retorno del experimentado estratega representó un peligro para Gustavo II Adolfo, pues en poco tiempo Wallenstein había reorganizado al ejército imperial y echado de Praga al príncipe de Sajonia. El Príncipe de Baviera, fugitivo tras la invasión de Gustavo II Adolfo, se unió también a Wallenstein. El rey sueco pronto advirtió que no había más remedio que enfrentarse al mariscal.

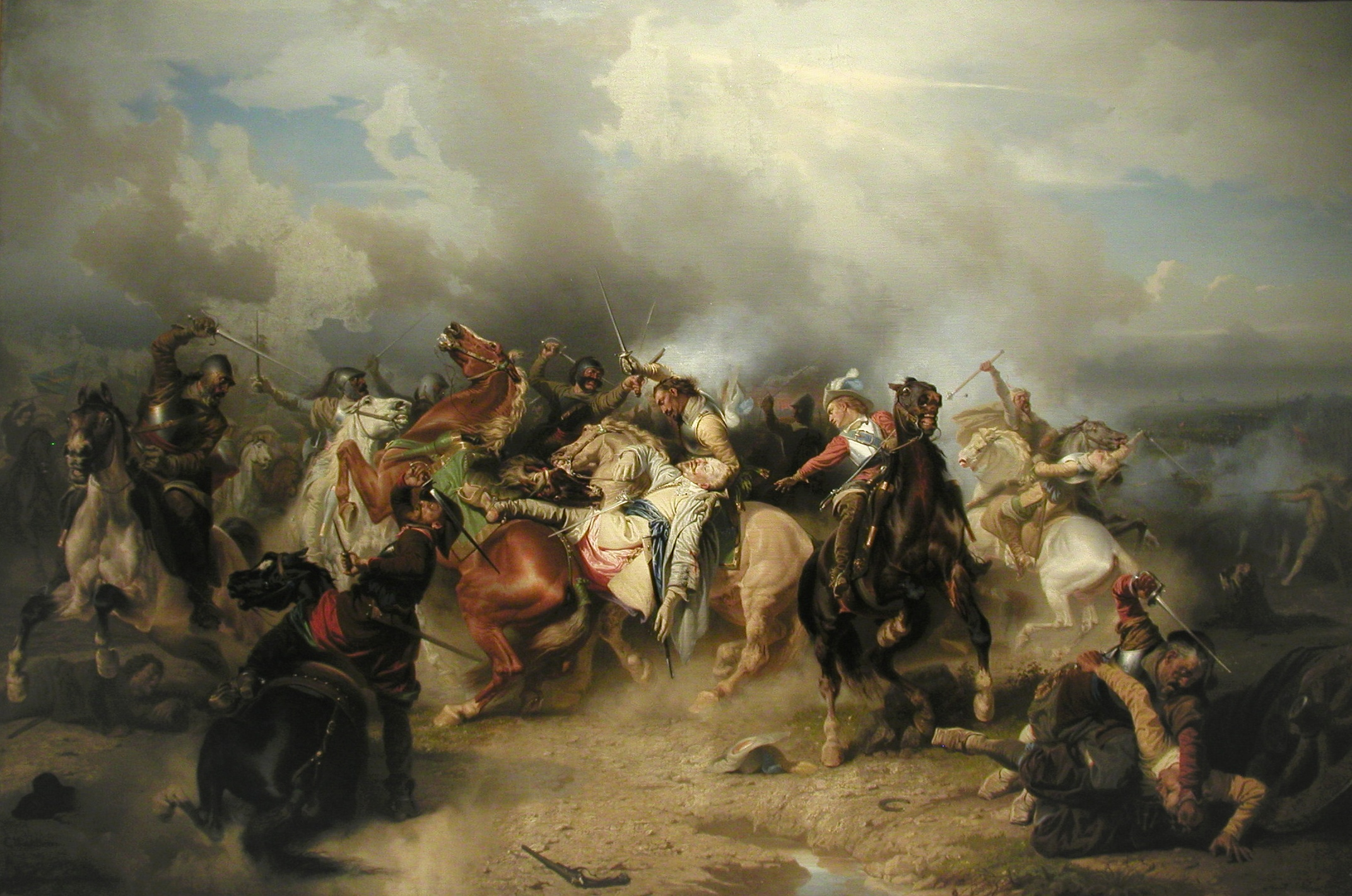
Caída de Gustavo II Adolfo en la batalla de Lützen por Carl Wahlbom (1855).

El primer encuentro entre ambos estrategas sucedió en Núremberg, en 1632, donde se habían levantado campamentos fortificados. Gustavo II Adolfo decidió asaltar el campamento imperial, pero fue rechazado. Entonces intentó atraer al enemigo hacia el sur y presentarle batalla, pero Wallenstein, por el contrario, determinó avanzar hacia el norte e invadir Sajonia, para forzar al príncipe sajón a romper la alianza con el monarca sueco y así cortarle a este una posible retirada hacia el mar Báltico.
Ante el empuje de las tropas enemigas, Gustavo II Adolfo fue obligado a regresar a Turingia, y en los llanos sajones se encontrarían el ejército sueco con el católico en la sangrienta batalla de Lützen el 16 de noviembre de 1632. En ese escenario cayó en combate el rey Gustavo II Adolfo y, aunque su muerte causó un gran impacto, el ejército sueco no resultó derrotado en la batalla.
Los restos de Gustavo II Adolfo fueron trasladados a su patria y sepultados el 22 de junio de 1634 en la iglesia de Riddarholmen en Estocolmo, lugar que él mismo había designado para tal fin, el año anterior a su partida a Alemania.

## La administración del gobierno en tiempos de Gustavo II Adolfo
La figura de Gustavo II Adolfo está invariablemente ligada con sus actividades guerreras. Aunque el éxito de sus campañas militares es el rasgo principal de su reinado y lo ha elevado a ser uno de los principales héroes nacionales suecos, es importante también resaltar su legado administrativo. Tanto la administración central como las locales experimentaron un gran desarrollo, y su estructura burocrática sería una de las más eficientes de su tiempo, tanto que en ella se basarían otros gobernantes, como Federico III de Dinamarca o Pedro I de Rusia.
Se simplificó el sistema fiscal, se dividió el país en provincias y distritos fiscales. Los impuestos fueron de vital importancia para el mantenimiento de la administración, para las campañas militares y para pagar los préstamos al extranjero, pero la fuerte carga fiscal representó una lápida para las clases populares.
En el tema de la justicia, hubo reformas en los juicios y se establecieron tribunales de apelación en todo el país.
En cuanto a la defensa nacional, se llevó a cabo la creación de un ejército permanente y organizado, así como la constante rotación en el servicio militar que se imponía al pueblo. Este sistema serviría de base para la gran organización militar que llevaría a cabo el rey Carlos XI.
La obra de Gustavo II Adolfo también fue visible en el campo de la cultura. La enseñanza superior recibió un importante impulso. La Universidad de Upsala recibió importantes donativos de la familia real. En lo que es hoy Estonia, fue fundada la Universidad de Dorpat, así como varias instituciones de educación media superior.
Los recursos naturales fueron explotados intensamente, en especial la industria. La que mejor floreció fue la minería, cuyo desarrollo se vio favorecido por la contribución de expertos extranjeros en esa área, en especial valones.
Durante su gobierno se crearon 15 nuevas ciudades en Suecia, entre ellas Gotemburgo, que fueron la palanca para el desarrollo del comercio. En particular, se hizo un esfuerzo para poblar las regiones más remotas del norte sueco, incluyendo la refundación de la ciudad de Umeå y la expansión del puerto de Luleå. Las pretensiones de Gustavo II Adolfo para que Suecia tuviese un papel dentro del comercio mundial fueron una causa fundamental para su involucramiento en los conflictos europeos. Es en su tiempo que se analiza la posibilidad de un establecimiento sueco en Norteamérica, que luego se convertiría en la efímera colonia de Nueva Suecia (Nya Sverige).
La nobleza experimentó un considerable ascenso durante la época de Gustavo II Adolfo. Aliados del rey, los nobles recibieron a cambio fuerza y autoridad en los asuntos del gobierno. Va hacer el Vasa

## Descendencia
Se casó en noviembre de 1620 con María Leonor de Brandeburgo y tuvo la siguiente descendencia:
1. Cristina Augusta (1623-1624).
2. Cristina (1626-1689), reina de Suecia.

Con su concubina Margarita Slots (hija del comerciante de origen holandés, Abraham Cabiljau):
1. Gustavo de Vasaborg (1616-1653), conde de Nystad y de Vasaborg. En 1637 fue ennoblecido con el nombre de Vasaborg, que sería desde entonces una rama de la dinastía Vasa. Contrajo matrimonio con Ana Sofía de Wied-Runkel, con quien tuvo cinco hijos, entre ellos: Cristina (1644-1689) y Gustavo Adolfo (1653-1732).

## Ancestros
| \| \| \| \| \| \| \| \| \| \| \| \| \| \| \| \| \| \| \| \| 16. Johan Kristiernsson (Vasa) \| \| \| \| \| \| \| \| \| \| \| \| \| \| \| \| \| \| \| \| \| \| \| \| \| \| \| \| \| \| \| \| \| \| \| \| \| \| \| \| \| \| \| \| \| \| \| \| \| \| \| \| \| \| 8. Erik Johansson (Vasa) \| \| \| \| \| \| \| \| \| \| \| \| \| \| \| \| \| \| \| \| \| \| \| \| \| \| \| \| \| \| \| \| \| \| \| \| \| \| \| \| \| \| \| \| \| \| \| \| \| \| \| \| \| \| 17. Birgitta Gustafsdotter (Sture) \| \| \| \| \| \| \| \| \| \| \| \| \| \| \| \| \| \| \| \| \| \| \| \| \| \| \| \| \| \| \| \| \| \| \| \| \| \| \| \| \| \| \| \| \| \| \| \| \| \| \| \| \| \| 4. Gustavo I de Suecia (Vasa) \| \| \| \| \| \| \| \| \| \| \| \| \| \| \| \| \| \| \| \| \| \| \| \| \| \| \| \| \| \| \| \| \| \| \| \| \| \| \| \| \| \| \| \| \| \| \| \| \| \| \| \| \| \| 18. Måns Karlsson (Eka) \| \| \| \| \| \| \| \| \| \| \| \| \| \| \| \| \| \| \| \| \| \| \| \| \| \| \| \| \| \| \| \| \| \| \| \| \| \| \| \| \| \| \| \| \| \| \| \| \| \| \| \| \| \| 9. Cecilia Månsdotter (Eka) \| \| \| \| \| \| \| \| \| \| \| \| \| \| \| \| \| \| \| \| \| \| \| \| \| \| \| \| \| \| \| \| \| \| \| \| \| \| \| \| \| \| \| \| \| \| \| \| \| \| \| \| \| \| 19. Sigrid Eskilsdotter (Banér) \| \| \| \| \| \| \| \| \| \| \| \| \| \| \| \| \| \| \| \| \| \| \| \| \| \| \| \| \| \| \| \| \| \| \| \| \| \| \| \| \| \| \| \| \| \| \| \| \| \| \| \| \| \| 2. Carlos IX de Suecia (Vasa) \| \| \| \| \| \| \| \| \| \| \| \| \| \| \| \| \| \| \| \| \| \| \| \| \| \| \| \| \| \| \| \| \| \| \| \| \| \| \| \| \| \| \| \| \| \| \| \| \| \| \| \| \| \| 20. Abraham Kristiernsson (Leijonhuvud) \| \| \| \| \| \| \| \| \| \| \| \| \| \| \| \| \| \| \| \| \| \| \| \| \| \| \| \| \| \| \| \| \| \| \| \| \| \| \| \| \| \| \| \| \| \| \| \| \| \| \| \| \| \| 10. Erik Abrahamsson (Leijonhufvud) \| \| \| \| \| \| \| \| \| \| \| \| \| \| \| \| \| \| \| \| \| \| \| \| \| \| \| \| \| \| \| \| \| \| \| \| \| \| \| \| \| \| \| \| \| \| \| \| \| \| \| \| \| \| 21. Birgitta Månsdotter (Natt och Dag) \| \| \| \| \| \| \| \| \| \| \| \| \| \| \| \| \| \| \| \| \| \| \| \| \| \| \| \| \| \| \| \| \| \| \| \| \| \| \| \| \| \| \| \| \| \| \| \| \| \| \| \| \| \| 5. Margarita Leijonhufvud \| \| \| \| \| \| \| \| \| \| \| \| \| \| \| \| \| \| \| \| \| \| \| \| \| \| \| \| \| \| \| \| \| \| \| \| \| \| \| \| \| \| \| \| \| \| \| \| \| \| \| \| \| \| 22. Erik Karlsson (Vasa) \| \| \| \| \| \| \| \| \| \| \| \| \| \| \| \| \| \| \| \| \| \| \| \| \| \| \| \| \| \| \| \| \| \| \| \| \| \| \| \| \| \| \| \| \| \| \| \| \| \| \| \| \| \| 11. Ebba Eriksdotter (Vasa) \| \| \| \| \| \| \| \| \| \| \| \| \| \| \| \| \| \| \| \| \| \| \| \| \| \| \| \| \| \| \| \| \| \| \| \| \| \| \| \| \| \| \| \| \| \| \| \| \| \| \| \| \| \| 23. Anna Karlsdotter (Vinstorpa) \| \| \| \| \| \| \| \| \| \| \| \| \| \| \| \| \| \| \| \| \| \| \| \| \| \| \| \| \| \| \| \| \| \| \| \| \| \| \| \| \| \| \| \| \| \| \| \| \| \| \| \| \| \| 1. Gustavo II Adolfo de Suecia \| \| \| \| \| \| \| \| \| \| \| \| \| \| \| \| \| \| \| \| \| \| \| \| \| \| \| \| \| \| \| \| \| \| \| \| \| \| \| \| \| \| \| \| \| \| \| \| \| \| \| \| \| \| 24. Cristián I de Dinamarca \| \| \| \| \| \| \| \| \| \| \| \| \| \| \| \| \| \| \| \| \| \| \| \| \| \| \| \| \| \| \| \| \| \| \| \| \| \| \| \| \| \| \| \| \| \| \| \| \| \| \| \| \| \| 12. Federico I de Dinamarca \| \| \| \| \| \| \| \| \| \| \| \| \| \| \| \| \| \| \| \| \| \| \| \| \| \| \| \| \| \| \| \| \| \| \| \| \| \| \| \| \| \| \| \| \| \| \| \| \| \| \| \| \| \| 25. Dorotea de Brandeburgo \| \| \| \| \| \| \| \| \| \| \| \| \| \| \| \| \| \| \| \| \| \| \| \| \| \| \| \| \| \| \| \| \| \| \| \| \| \| \| \| \| \| \| \| \| \| \| \| \| \| \| \| \| \| 6. Duque Adolfo de Holstein-Gottorp \| \| \| \| \| \| \| \| \| \| \| \| \| \| \| \| \| \| \| \| \| \| \| \| \| \| \| \| \| \| \| \| \| \| \| \| \| \| \| \| \| \| \| \| \| \| \| \| \| \| \| \| \| \| 26. Duque Bogislao X de Pomerania \| \| \| \| \| \| \| \| \| \| \| \| \| \| \| \| \| \| \| \| \| \| \| \| \| \| \| \| \| \| \| \| \| \| \| \| \| \| \| \| \| \| \| \| \| \| \| \| \| \| \| \| \| \| 13. Sofía de Pomerania \| \| \| \| \| \| \| \| \| \| \| \| \| \| \| \| \| \| \| \| \| \| \| \| \| \| \| \| \| \| \| \| \| \| \| \| \| \| \| \| \| \| \| \| \| \| \| \| \| \| \| \| \| \| 27. Ana Jagellón \| \| \| \| \| \| \| \| \| \| \| \| \| \| \| \| \| \| \| \| \| \| \| \| \| \| \| \| \| \| \| \| \| \| \| \| \| \| \| \| \| \| \| \| \| \| \| \| \| \| \| \| \| \| 3. Cristina de Holstein-Gottorp \| \| \| \| \| \| \| \| \| \| \| \| \| \| \| \| \| \| \| \| \| \| \| \| \| \| \| \| \| \| \| \| \| \| \| \| \| \| \| \| \| \| \| \| \| \| \| \| \| \| \| \| \| \| 28. Landgrave Guillermo II de Hesse \| \| \| \| \| \| \| \| \| \| \| \| \| \| \| \| \| \| \| \| \| \| \| \| \| \| \| \| \| \| \| \| \| \| \| \| \| \| \| \| \| \| \| \| \| \| \| \| \| \| \| \| \| \| 14. Landgrave Felipe I de Hesse \| \| \| \| \| \| \| \| \| \| \| \| \| \| \| \| \| \| \| \| \| \| \| \| \| \| \| \| \| \| \| \| \| \| \| \| \| \| \| \| \| \| \| \| \| \| \| \| \| \| \| \| \| \| 29. Ana de Mecklemburgo-Schwerin \| \| \| \| \| \| \| \| \| \| \| \| \| \| \| \| \| \| \| \| \| \| \| \| \| \| \| \| \| \| \| \| \| \| \| \| \| \| \| \| \| \| \| \| \| \| \| \| \| \| \| \| \| \| 7. Cristina de Hesse \| \| \| \| \| \| \| \| \| \| \| \| \| \| \| \| \| \| \| \| \| \| \| \| \| \| \| \| \| \| \| \| \| \| \| \| \| \| \| \| \| \| \| \| \| \| \| \| \| \| \| \| \| \| 30. Duque Jorge de Sajonia \| \| \| \| \| \| \| \| \| \| \| \| \| \| \| \| \| \| \| \| \| \| \| \| \| \| \| \| \| \| \| \| \| \| \| \| \| \| \| \| \| \| \| \| \| \| \| \| \| \| \| \| \| \| 15. Cristina de Sajonia \| \| \| \| \| \| \| \| \| \| \| \| \| \| \| \| \| \| \| \| \| \| \| \| \| \| \| \| \| \| \| \| \| \| \| \| \| \| \| \| \| \| \| \| \| \| \| \| \| \| \| \| \| \| 31. Bárbara Jagellón \| \| \| \| \| \| \| \| \| \| \| \| \| \| \| \| \| \| \| \| \| \| \| \| \| \| \| \| \| \| \| \| \| \| \| \| \| \| \| \| \| \| \| \| \| \| \| \| \| \| \| \| |                                         |  |  |  |  |  |  |  |  |  |  |  |  |  |  |  |
| |                                         |  |  |  |  |  |  |  |  |  |  |  |  |  |  |  |
| | 16. Johan Kristiernsson (Vasa)          |  |  |  |  |  |  |  |  |  |  |  |  |  |  |  |
| |                                         |  |  |  |  |  |  |  |  |  |  |  |  |  |  |  |
| |                                         |  |  |  |  |  |  |  |  |  |  |  |  |  |  |  |
| | 8. Erik Johansson (Vasa)                |  |  |  |  |  |  |  |  |  |  |  |  |  |  |  |
| |                                         |  |  |  |  |  |  |  |  |  |  |  |  |  |  |  |
| |                                         |  |  |  |  |  |  |  |  |  |  |  |  |  |  |  |
| | 17. Birgitta Gustafsdotter (Sture)      |  |  |  |  |  |  |  |  |  |  |  |  |  |  |  |
| |                                         |  |  |  |  |  |  |  |  |  |  |  |  |  |  |  |
| |                                         |  |  |  |  |  |  |  |  |  |  |  |  |  |  |  |
| | 4. Gustavo I de Suecia (Vasa)           |  |  |  |  |  |  |  |  |  |  |  |  |  |  |  |
| |                                         |  |  |  |  |  |  |  |  |  |  |  |  |  |  |  |
| |                                         |  |  |  |  |  |  |  |  |  |  |  |  |  |  |  |
| | 18. Måns Karlsson (Eka)                 |  |  |  |  |  |  |  |  |  |  |  |  |  |  |  |
| |                                         |  |  |  |  |  |  |  |  |  |  |  |  |  |  |  |
| |                                         |  |  |  |  |  |  |  |  |  |  |  |  |  |  |  |
| | 9. Cecilia Månsdotter (Eka)             |  |  |  |  |  |  |  |  |  |  |  |  |  |  |  |
| |                                         |  |  |  |  |  |  |  |  |  |  |  |  |  |  |  |
| |                                         |  |  |  |  |  |  |  |  |  |  |  |  |  |  |  |
| | 19. Sigrid Eskilsdotter (Banér)         |  |  |  |  |  |  |  |  |  |  |  |  |  |  |  |
| |                                         |  |  |  |  |  |  |  |  |  |  |  |  |  |  |  |
| |                                         |  |  |  |  |  |  |  |  |  |  |  |  |  |  |  |
| | 2. Carlos IX de Suecia (Vasa)           |  |  |  |  |  |  |  |  |  |  |  |  |  |  |  |
| |                                         |  |  |  |  |  |  |  |  |  |  |  |  |  |  |  |
| |                                         |  |  |  |  |  |  |  |  |  |  |  |  |  |  |  |
| | 20. Abraham Kristiernsson (Leijonhuvud) |  |  |  |  |  |  |  |  |  |  |  |  |  |  |  |
| |                                         |  |  |  |  |  |  |  |  |  |  |  |  |  |  |  |
| |                                         |  |  |  |  |  |  |  |  |  |  |  |  |  |  |  |
| | 10. Erik Abrahamsson (Leijonhufvud)     |  |  |  |  |  |  |  |  |  |  |  |  |  |  |  |
| |                                         |  |  |  |  |  |  |  |  |  |  |  |  |  |  |  |
| |                                         |  |  |  |  |  |  |  |  |  |  |  |  |  |  |  |
| | 21. Birgitta Månsdotter (Natt och Dag)  |  |  |  |  |  |  |  |  |  |  |  |  |  |  |  |
| |                                         |  |  |  |  |  |  |  |  |  |  |  |  |  |  |  |
| |                                         |  |  |  |  |  |  |  |  |  |  |  |  |  |  |  |
| | 5. Margarita Leijonhufvud               |  |  |  |  |  |  |  |  |  |  |  |  |  |  |  |
| |                                         |  |  |  |  |  |  |  |  |  |  |  |  |  |  |  |
| |                                         |  |  |  |  |  |  |  |  |  |  |  |  |  |  |  |
| | 22. Erik Karlsson (Vasa)                |  |  |  |  |  |  |  |  |  |  |  |  |  |  |  |
| |                                         |  |  |  |  |  |  |  |  |  |  |  |  |  |  |  |
| |                                         |  |  |  |  |  |  |  |  |  |  |  |  |  |  |  |
| | 11. Ebba Eriksdotter (Vasa)             |  |  |  |  |  |  |  |  |  |  |  |  |  |  |  |
| |                                         |  |  |  |  |  |  |  |  |  |  |  |  |  |  |  |
| |                                         |  |  |  |  |  |  |  |  |  |  |  |  |  |  |  |
| | 23. Anna Karlsdotter (Vinstorpa)        |  |  |  |  |  |  |  |  |  |  |  |  |  |  |  |
| |                                         |  |  |  |  |  |  |  |  |  |  |  |  |  |  |  |
| |                                         |  |  |  |  |  |  |  |  |  |  |  |  |  |  |  |
| | 1. Gustavo II Adolfo de Suecia          |  |  |  |  |  |  |  |  |  |  |  |  |  |  |  |
| |                                         |  |  |  |  |  |  |  |  |  |  |  |  |  |  |  |
| |                                         |  |  |  |  |  |  |  |  |  |  |  |  |  |  |  |
| | 24. Cristián I de Dinamarca             |  |  |  |  |  |  |  |  |  |  |  |  |  |  |  |
| |                                         |  |  |  |  |  |  |  |  |  |  |  |  |  |  |  |
| |                                         |  |  |  |  |  |  |  |  |  |  |  |  |  |  |  |
| | 12. Federico I de Dinamarca             |  |  |  |  |  |  |  |  |  |  |  |  |  |  |  |
| |                                         |  |  |  |  |  |  |  |  |  |  |  |  |  |  |  |
| |                                         |  |  |  |  |  |  |  |  |  |  |  |  |  |  |  |
| | 25. Dorotea de Brandeburgo              |  |  |  |  |  |  |  |  |  |  |  |  |  |  |  |
| |                                         |  |  |  |  |  |  |  |  |  |  |  |  |  |  |  |
| |                                         |  |  |  |  |  |  |  |  |  |  |  |  |  |  |  |
| | 6. Duque Adolfo de Holstein-Gottorp     |  |  |  |  |  |  |  |  |  |  |  |  |  |  |  |
| |                                         |  |  |  |  |  |  |  |  |  |  |  |  |  |  |  |
| |                                         |  |  |  |  |  |  |  |  |  |  |  |  |  |  |  |
| | 26. Duque Bogislao X de Pomerania       |  |  |  |  |  |  |  |  |  |  |  |  |  |  |  |
| |                                         |  |  |  |  |  |  |  |  |  |  |  |  |  |  |  |
| |                                         |  |  |  |  |  |  |  |  |  |  |  |  |  |  |  |
| | 13. Sofía de Pomerania                  |  |  |  |  |  |  |  |  |  |  |  |  |  |  |  |
| |                                         |  |  |  |  |  |  |  |  |  |  |  |  |  |  |  |
| |                                         |  |  |  |  |  |  |  |  |  |  |  |  |  |  |  |
| | 27. Ana Jagellón                        |  |  |  |  |  |  |  |  |  |  |  |  |  |  |  |
| |                                         |  |  |  |  |  |  |  |  |  |  |  |  |  |  |  |
| |                                         |  |  |  |  |  |  |  |  |  |  |  |  |  |  |  |
| | 3. Cristina de Holstein-Gottorp         |  |  |  |  |  |  |  |  |  |  |  |  |  |  |  |
| |                                         |  |  |  |  |  |  |  |  |  |  |  |  |  |  |  |
| |                                         |  |  |  |  |  |  |  |  |  |  |  |  |  |  |  |
| | 28. Landgrave Guillermo II de Hesse     |  |  |  |  |  |  |  |  |  |  |  |  |  |  |  |
| |                                         |  |  |  |  |  |  |  |  |  |  |  |  |  |  |  |
| |                                         |  |  |  |  |  |  |  |  |  |  |  |  |  |  |  |
| | 14. Landgrave Felipe I de Hesse         |  |  |  |  |  |  |  |  |  |  |  |  |  |  |  |
| |                                         |  |  |  |  |  |  |  |  |  |  |  |  |  |  |  |
| |                                         |  |  |  |  |  |  |  |  |  |  |  |  |  |  |  |
| | 29. Ana de Mecklemburgo-Schwerin        |  |  |  |  |  |  |  |  |  |  |  |  |  |  |  |
| |                                         |  |  |  |  |  |  |  |  |  |  |  |  |  |  |  |
| |                                         |  |  |  |  |  |  |  |  |  |  |  |  |  |  |  |
| | 7. Cristina de Hesse                    |  |  |  |  |  |  |  |  |  |  |  |  |  |  |  |
| |                                         |  |  |  |  |  |  |  |  |  |  |  |  |  |  |  |
| |                                         |  |  |  |  |  |  |  |  |  |  |  |  |  |  |  |
| | 30. Duque Jorge de Sajonia              |  |  |  |  |  |  |  |  |  |  |  |  |  |  |  |
| |                                         |  |  |  |  |  |  |  |  |  |  |  |  |  |  |  |
| |                                         |  |  |  |  |  |  |  |  |  |  |  |  |  |  |  |
| | 15. Cristina de Sajonia                 |  |  |  |  |  |  |  |  |  |  |  |  |  |  |  |
| |                                         |  |  |  |  |  |  |  |  |  |  |  |  |  |  |  |
| |                                         |  |  |  |  |  |  |  |  |  |  |  |  |  |  |  |
| | 31. Bárbara Jagellón                    |  |  |  |  |  |  |  |  |  |  |  |  |  |  |  |
| |                                         |  |  |  |  |  |  |  |  |  |  |  |  |  |  |  |
| |                                         |  |  |  |  |  |  |  |  |  |  |  |  |  |  |  |